# برج مراقبت از فردا
برج مراقبت از فردا (به انگلیسی: Watchtower Over Tomorrow) یک فیلم مستند کوتاه پروپگاندا به کارگردانی جان کرامول و هارولد اف. کرس و با مشارکت آلفرد هیچکاک و الیا کازان است که در سال ۱۹۴۵ ساخته شد.

## بازیگران
- جان نسبیت (راوی)
- ادوارد آر. استتینیوس جی. آر.
- دوروتی آدامز (غیررسمی)
- موریس آنکرام (غیررسمی)
- جاناتان هیل (غیررسمی)
- مارتین کاسلک (غیررسمی)
- مایلز مندر (غیررسمی)
- گرانت میچل (غیررسمی)
- لیونل استاندر (غیررسمی)
- جروج زوکو (غیررسمی)

## خلاصه داستان
این مستند کوتاه درباره طرح دامبارتون اوکس و پیشنهاد تشکیل سازمان ملل متحد است.